# مجمع كنسي
المجمع هو اجتماع للسلطات الكنسية بهدف مناقشة والمناظرة في القضايا الرعوية والعقائدية والإيمانية والعادات ( الأخلاقيات ).
انعقد المجمع الأول في القدس ، كما يمكن قراءته في سفر أعمال الرسل الإصحاح 15، عندما التقى الرسل والشيوخ لمناقشة الموضوعات التي كانت تفرق بين المسيحيين الأوائل: من ناحية المسيحيين من اصل يهودي ومن ناحية أخرى المسيحيين من اصل اممي وثنيي، فيما يتعلق هل يجب ختان الامم

## من منظور كاثوليكي
الاجتماع الكبير يصير من أجل الحفاظ على الكنيسة والدفاع عنها، أو الحفاظ على الإيمان والعقيدة ووضوحهما . وهكذا، عندما يكون جزء من الكنيسة في حاجة أو مهدد، قد ترى السلطات الكنسية المحلية أنه من الحكمة دعوة مجلس. في هذه الحالة، يتم استدعاء الأساقفة ذات الصلة بالمقاطعة أو الإقليم التي يعتزم المجلس مناقشة الموضوع. هذا المجلس، إذن، لا ًيلزم جميع الكاثوليك بالحضور، لأنها فقط للأسقفية أو السلطة التعليمية ، وليس العالمية، ولها قيمة قانونية فقط. ( أسيوط. الموسوعة الكاثوليكية) 
وقد مرّ في تاريخ الكنيسة الحاجة إلى الدفاع عن معتقداتها فتصيرالمجالس عمومية. فاذا الأخطاء أو المواقف المعاصرة ذات الأبعاد العالمية هاجمت التعاليم المسموح بها، فإن السلطة الكونية للكنيسة الكاثوليكية، في شخص البابا ، تسمح بالدعوة إلى عقد مجلس عالمي، أي مجلس مسكوني . لا تكمن قوة المجلس في الأساقفة أو في الكنائس الأخرى، بل في ظروف السلطة وقانون الايمان : البابا كراعٍ شامل يعلن أن شيئًا ما ملائم للحقائق المعلنة . بخلاف ذلك، يتمتع المجلس بسلطة مجمعية فقط. ومع ذلك، عندما يكون المجلس في حضور البابا، وإذا تحدث البابا كمعصوم هناك من الكاتدرائية ، فإن مجلس الأساقفة المجتمعين بكامله يكون معصوما أيضًا.

### المجالس المسكونية للكنيسة الكاثوليكية
حتى يومنا الحاضر، يوجد 21 مجمعًا مسكونيا للكنيسة الكاثوليكية. وكان آخر ما عُقد هو المجمع الفاتيكاني الثاني (1962-1965).

## في المنظور المشيخي

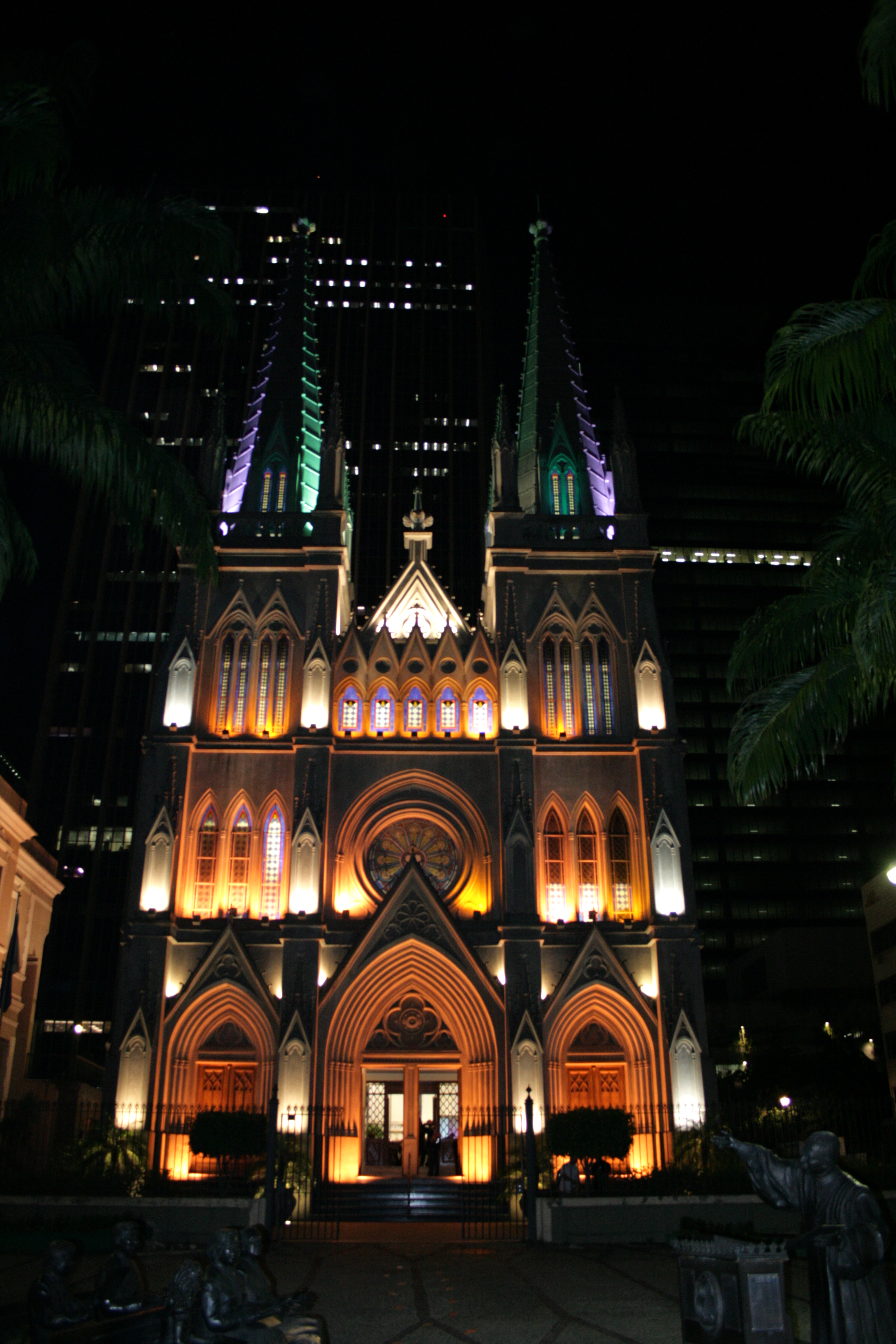
الكاتدرائية المشيخية في ريو دي جانيرو.

تسعى الكنيسة المشيخية جاهدة للحفاظ على الوحدة. اعطاء الاولوية للمصالحة. كل أبرشية (أو كنيسة محلية) لها مجلسها الخاص، ويتألف من الشيوخ الحاكمين (كلمة شيخ هنا تعني شيخ ديني مثل منصب الشيخ في الإسلام )، الذين يتم انتخابهم من قبل الرعية من المؤمنين أنفسهم ، لمدة أقصاها 5 سنوات، ويمكن أن يُعاد انتخابهم عدة مرات حسب ما تراه الجماعة ضروريًا ويمكن عزله أيضًا إذا كان ذلك رغبة المؤمنين. في هذه الحالة، يُنشئ مجلس الرعية محكمة كنسية للتحقيق في الشكاوى وتعيين قاضٍ ودفاع ومدعي عام وهيئة محلفين، الذين سيواصلون عملية التأديب أو ازالة المنصب أو حتى الطرد الكنسي.
يؤدي اتحاد أربع كنائس محلية أو أكثر إلى إنشاء المجلس المشيخي (أو القسيسي) ، الذي يجتمع كل عام. بدوره، يشكل اتحاد العديد من المجالس الكهنوتية مجلسًا سينودسيًا ، يجتمع في السنوات اللاحقة لاجتماعات الكنائس. أخيرًا، يشكل اتحاد المجالس المجلس الأعلى ، ويسمى أيضًا المجمع الوطني أو الجمعية العامة - كما هو الحال في المجلس الوطني للاساقفة الكاثوليك،

## روابط خارجية
باللغة الإنجليزية
- جميع المجالس الكاثوليكية - جميع المراسيم .